# Gods of War
A Gods of War az amerikai Manowar együttes tizedik nagylemeze, mely 2007-ben jelent meg. A lemezt már a csapat saját kiadója a Magic Circle Music adta ki, a producer pedig Joey DeMaio volt. Az album egy konceptlemez, amely az északi istenek háborúiról, mitológiájáról szól és egy többrészesnek tervezett projekt első része. Mivel Karl Logan motorbalesete hátráltatta a munkát, így sok idejük volt az előkészületi munkákra, és ekkor találták ki a koncepciót. A borítóban rúna betűírással olvashatjuk el a történetet, mely a zenekar hivatalos honlapjáról is letölthető: hivatalos honlap. A művészi borítót Ken Kelly festette. A zene minden korábbinál több szimfonikus hatást vonultat fel. A lemez egyedülálló módon nem került ki a lemezmegjelenés előtt az internetre, így az eladási listák élére kúszott, a fogadtatása pedig igen kedvező volt. Az album minden dalát Joey DeMaio írta, bár a Sleipnirbe Karl Logan is besegített. Kislemezként a The Sons of Odint adták ki. A lemezen bónuszként szerepel a Die for Metal nóta, mely hallható a Brütal Legend című videójátékban is. 
A lemeznek megjelent egy dombornyomású fém könyvtok külsejű limitált változata is, mely egy könyvet és egy DVD-t is tartalmaz. 
Az album első lett az iTunes Rock-Charts és Amazon.com oldalakon.

## Számlista
1. "Overture to the Hymn of the Immortal Warriors" (Joey DeMaio) – 6:19
2. "The Ascension" (DeMaio) – 2:30
3. "King of Kings" (DeMaio) – 4:17
4. "Army of the Dead, Part I" (DeMaio) – 1:58
5. "Sleipnir" (Karl Logan, DeMaio) – 5:13
6. "Loki God of Fire" (DeMaio) – 3:49
7. "Blood Brothers" (DeMaio) – 4:54
8. "Overture to Odin" (DeMaio) – 3:41
9. "The Blood of Odin" (DeMaio) – 3:57
10. "The Sons of Odin" (DeMaio) – 6:23
11. "Glory Majesty Unity" (DeMaio) – 4:41
12. "Gods of War" (DeMaio) – 7:25
13. "Army of the Dead, Part II" (DeMaio) – 2:20
14. "Odin" (DeMaio) – 5:26
15. "Hymn of the Immortal Warriors" (DeMaio) – 5:29
16. "Die for Metal (Bonus Track)" (Logan, DeMaio) - 5:16

## Helyezések
| Év   | Lista                       | helyezés |
| ---- | --------------------------- | -------- |
| 2007 | Finn albumlista             | 12.      |
| 2007 | Német albumlista            | 2.       |
| 2007 | Görög albumlista            | 2.       |
| 2007 | Osztrák albumlista          | 9.       |
| 2007 | Norvég albumlista           | 36.      |
| 2007 | Svéd albumlista             | 17.      |
| 2007 | Billboard 200               | 20.      |
| 2007 | Billboard Independent Chart | 46.      |

## Közreműködők
- Eric Adams – ének
- Karl Logan – gitár, billentyűs hangszerek
- Joey DeMaio – basszusgitár, billentyűs hangszerek, hangmérnök, producer
- Scott Columbus – dob, ütőhangszerek
- Joe Rozler – zenekar és a kórus elrendezése
- Ken Kelly – borító